# Poronin (gemeente)
De gemeente Poronin is een landgemeente in het Poolse woiwodschap Klein-Polen, in powiat Tatrzański.
De zetel van de gemeente is in Poronin.

Dorpen: Bustryk, Małe Ciche, Murzasichle, Nowe Bystre, Poronin, Suche en Ząb.
Op 30 juni 2004 telde de gemeente 10 571 inwoners.

## Oppervlakte gegevens
In 2002 bedroeg de totale oppervlakte van gemeente Poronin 83,55 km², waarvan:
- agrarisch gebied: 39%
- bossen: 56%

De gemeente beslaat 17,72% van de totale oppervlakte van de powiat.

## Demografie
Stand op 30 juni 2004:
| Omschrijving                   | Totaal | Totaal | Vrouwen | Vrouwen | Mannen | Mannen |
| ------------------------------ | ------ | ------ | ------- | ------- | ------ | ------ |
| eenheid                        | aantal | %      | aantal  | %       | aantal | %      |
| inwoners                       | 10 571 | 100    | 5353    | 50,6    | 5218   | 49,4   |
| bevolkingsdichtheid (inw./km²) | 126,5  | 126,5  | 64,1    | 64,1    | 62,5   | 62,5   |

In 2002 bedroeg het gemiddelde inkomen per inwoner 1203,51 zł.

## Aangrenzende gemeenten
Biały Dunajec, Bukowina Tatrzańska, Czarny Dunajec, Kościelisko, Zakopane